# Třída De Soto County
Třída De Soto County je třída tankových výsadkových lodí amerického námořnictva (Tank Landing Ship – LST). V letech 1957–1959 vstoupilo do služby celkem sedm jednotek této třídy (stavba osmé lodi LST-1172 byla zrušena). Šest lodí bylo vyřazeno v roce 1972, zatímco Graham County (LST-1176) byla přestavěna na podpůrné a zásobovací plavidlo pro dělové čluny (AGP-176). Tuto poslední jednotku americké námořnictvo vyřadilo v roce 1977. Dvě jednotky poté získala Itálie a jednu Brazílie.

## Stavba
Celkem bylo postaveno sedm jednotek této třídy. Loděnice Avondale SY postavila dva kusy (1171, 1174), loděnice Newport News Shipbuilding & Dry Dock Co. v Newport News tři kusy (1173, 1175,1176) a loděnice American SB v Lorain dva kusy (1177, 1178).
Jednotky třídy De Soto County:
| Jméno                         | Spuštěna          | Vstup do služby   | Poznámka                                                                                       |
| ----------------------------- | ----------------- | ----------------- | ---------------------------------------------------------------------------------------------- |
| USS De Soto County (LST-1171) | 28. února 1957    | 10. června 1958   | Vyřazena 1972, zapůjčena Itálii jako Nave Grado (L9890), vyřazena 1989.                        |
| USS Suffolk County (LST-1173) | 5. září 1956      | 15. srpna 1957    | Vyřazena 1972.                                                                                 |
| USS Grant County (LST-1174)   | 12. října 1956    | 17. prosince 1957 | Vyřazena 1973, zapůjčenaa později prodána Brazílii jako Duque de Caxias (G-26), vyřazena 2000. |
| USS York County (LST-1175)    | 5. března 1957    | 8. listopadu 1957 | Vyřazena 1972, zapůjčena Itálii jako Nave Caorle (L9891), vyřazena.                            |
| USS Graham County (LST-1176)  | 9. září 1957      | 17. dubna 1958    | Od roku 1972 podpůrné plavidlo (AGP-176), vyřazena 1977.                                       |
| USS Lorain County (LST-1177)  | 22. června 1957   | 3. října 1958     | Vyřazena 1972.                                                                                 |
| USS Wood County (LST-1178)    | 14. prosince 1957 | 5. srpna 1959     | Vyřazena 1972.                                                                                 |

## Konstrukce

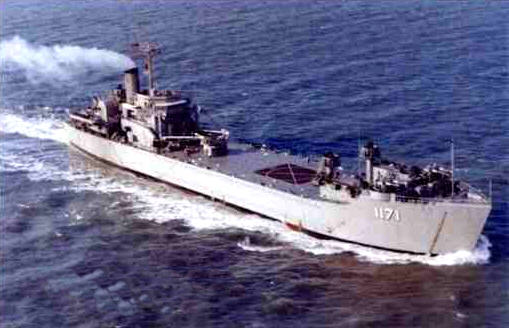
USS Racine (LST-1191)

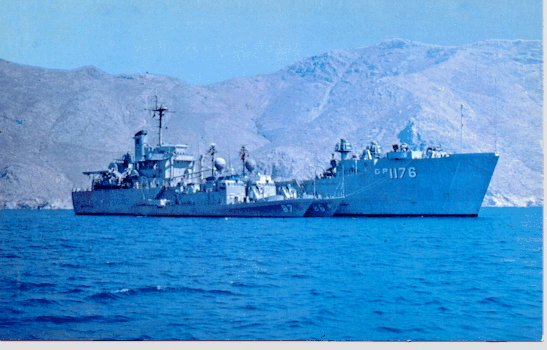
USS Graham County (LST-1176) se dvěma dělovými čluny

Lodě této třídy unesly 650 vojáků s vybavením či 28 středních tanků. Náklad se vykládal vraty na přídi. Ve střední části lodi byla plošina pro přistání vrtulníku. Výzbroj tvořilo šest 76mm kanóny ve dvouhlavňových postaveních. Pohon zajišťovalo šest dieselů Fairbanks-Morse, které roztáčely dvojici lodních šroubů. Nejvyšší rychlosti byla 17 uzlů. To bylo více než u předchozích tříd, k součinnosti s dalšími druhy výsadkových lodí ale bylo třeba alespoň 20 uzlů.